# Chilomeniscus
Genre
Chilomeniscus est un genre de serpents de la famille des Colubridae.

## Répartition
Les espèces de ce genre se rencontrent dans le sud-ouest de l'Arizona aux États-Unis et au Mexique.

## Liste des espèces
Selon The Reptile Database (15 août 2011) :
- Chilomeniscus savagei Cliff, 1954
- Chilomeniscus stramineus Cope, 1860

## Publication originale
- Cope, 1860 : Notes and descriptions of new and little known species of American Reptiles. Proceedings of the Academy of Natural Sciences of Philadelphia, vol. 12, p. 339-345 (texte intégral).